# Clupeosoma oblectalis
Clupeosoma oblectalis là một loài bướm đêm trong họ Crambidae.